# Cyclophora carnearia
Cyclophora carnearia là một loài bướm đêm trong họ Geometridae.